# Cour de cassation (Maroc)
Pour les autres articles nationaux ou selon les autres juridictions, voir Cour de cassation.
La Cour de cassation est la plus haute juridiction marocaine. Son siège se trouve à Rabat.

## Historique
Sous le protectorat français, le pourvoi en cassation devait être formé devant la Cour de cassation française.
Au lendemain de l'indépendance, en 1956, le Maroc a mis en place une administration territoriale et a réorganisé les tribunaux. À la tête de cette organisation judiciaire, il a placé la Cour suprême, créée par le dahir du 27 septembre 1957. 
Depuis le 3 octobre 2011, elle porte une nouvelle dénomination : la Cour de cassation,.

### Particularités
Pour pouvoir plaider auprès de cette cour, les avocats doivent être docteur en droit, avoir passé plus de 25 ans en tant qu’avocat, avoir remporté plus de 70 % de leurs dossiers, et avoir réussi l'examen national des grands avocats, proposé par le ministère de la Justice à Rabat une fois tous les trois ans.

### Listes des membres
Première chambre : Président : Monsieur le juge Abdel hafid MESBAH
Conseiller : Monsieur le juge Kamal BENJELLOUNE
Présentateur du Droit public : Monsieur le subordonné du procureur général du roi Said JERMONI
Deuxième chambre : Président : Monsieur le juge Jamal AIT AMMO
Conseiller : Monsieur le juge Salim KHNIBILA
Présentateur du Droit public : Monsieur Le procureur général du roi : Mohamed Abdennabaoui
Troisième chambre : Président : Monsieur le juge Karim ait ANBAR
Conseiller : Monsieur l'avocat Maître Abdel kassem AHMIDOCH
Présentateur du Droit public : Monsieur le subordonné du procureur général du roi Moncef BENJELLOUNE
Chambre Suprême de l'Administration juridique national :  Président : Monsieur le ministre de la justice et des libertés
Subordonné du président : Abdel hafid MESBAH
Avocats du conseil du droit privé : Tous avocats marocains agréés auprès de la cour suprême ou de la cour de cassation.
Conseil du droit public :
Tous magistrats qui exercent leur profession en tant que procureur du roi et ses subordonnés, procureur général du roi et ses subordonnés au 
niveau du royaume. 
Conseil administratif : Composé par des commissaires de la police judiciaire.

### Relations avec des juridictions étrangères
La Cour de cassation marocaine est membre de l'Association des hautes juridictions de cassation des pays ayant en partage l'usage du français.